# Parnassus (gebergte)

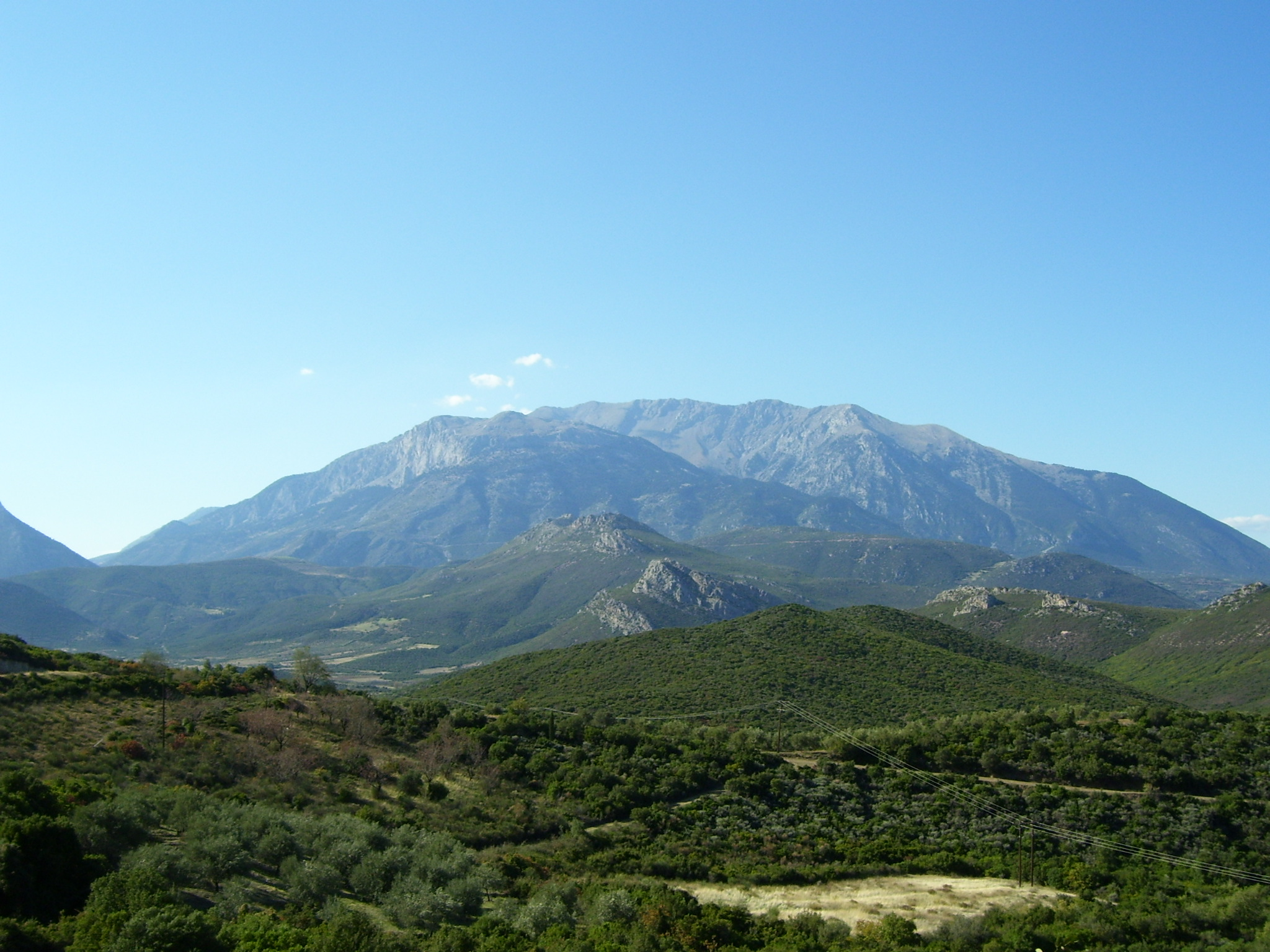
Parnassus

De Parnassus, Oudgrieks: Παρνασσός, Nieuwgrieks: Parnassós Óros, vroeger in het Nederlands Parnás, is een ruig en onherbergzaam bergmassief in het zuiden van de landstreek Fokida, in Centraal-Griekenland, dat tot een hoogte van 2457 meter reikt. De twee belangrijkste, vaak met sneeuw bedekte, toppen zijn de Tithorea en de Lycorea. Delphi ligt op de Parnassus. Doordat het nationale park Parnassos in 1938 is opgericht, is de natuur op en in de omgeving van het gebergte beschermd.
De berg was aan Apollo gewijd en het tehuis van de muzen. In de Corycaeïsche Grot op de zuidhelling vonden Bacchische plechtigheden plaats. Uit een kloof, de Phaedriadae, ontsprong de bron van Castalia, waaruit dichters inspiratie putten, zoals uit zoveel andere bronnen in de oudheid. Ten westen hiervan bevond zich de Pythia van het Orakel van Delphi.
Tijdens de zondvloed bleef alleen de top van de berg boven water. Deucalion kwam er met zijn schip op terecht. Apollon verwondde op de Parnassus de slang Python.
De Parnassus is rijk aan bauxiet en in de buurt bevinden zich tegenwoordig aluminiumfabrieken. De berg is een populair skigebied.
De Montparnasse in Parijs en de Franse dichtschool der Parnassiens zijn naar de Parnassus genoemd.

## Galerij

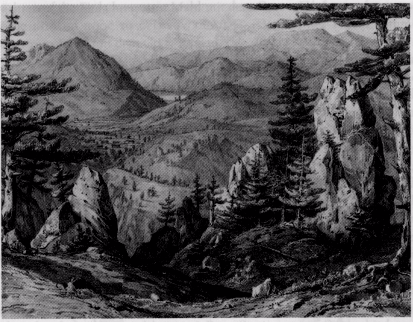
Bos van de muzen op de Parnassus Illustratie van William Martin Leake
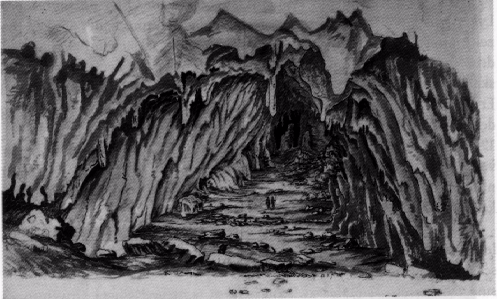
Corycaeïsche Grot (1806), William Gell